# Gmina Izabelin
Die Gmina Izabelin ist eine Landgemeinde im Powiat Warszawski Zachodni der Woiwodschaft Masowien in Polen. Ihr Sitz ist der Ort Izabelin C mit etwa 2700 Einwohnern.

## Geographie

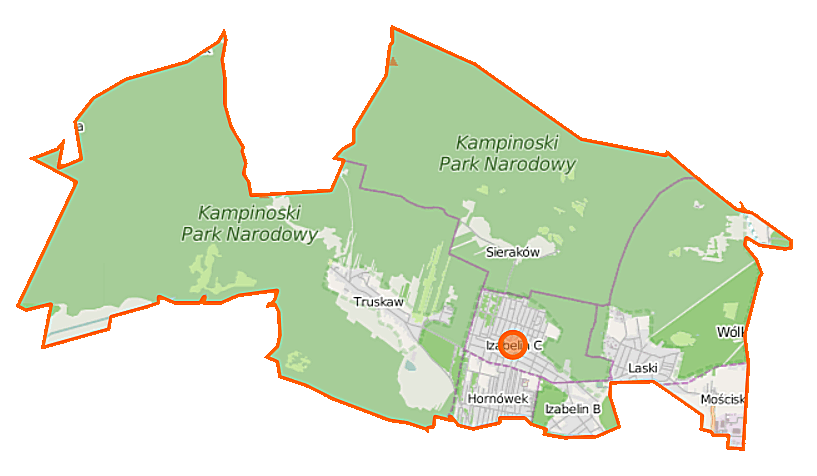
Karte der Landgemeinde

Die Gemeinde grenzt im Osten an die Stadt Warschau, deren Stadtzentrum 15 Kilometer entfernt ist. Die weiteren Nachbargemeinden sind Czosnów im Norden, Łomianki im Nordosten, Stare Babice im Süden und Leszno im Westen.
Der waldreiche Norden der Gemeinde gehört zum Nationalpark Kampinos (Kampinoski Park Narodowy) sowie zum Biosphärenreservat Puszcza Kampinoska. Die Weichsel verläuft zwei bis vier Kilometer nördlich.
Die Gemeinde hat eine Fläche von 65 km², von der acht Prozent landwirtschaftlich genutzt werden. Wald macht 91 Prozent der Fläche aus. Im Jahr 2005 gab es in der Gemeinde Izabelin noch 99 landwirtschaftliche Betriebe, die im Durchschnitt 1,99 Hektar Boden und 1,14 Hektar Wald bewirtschaften.

## Geschichte

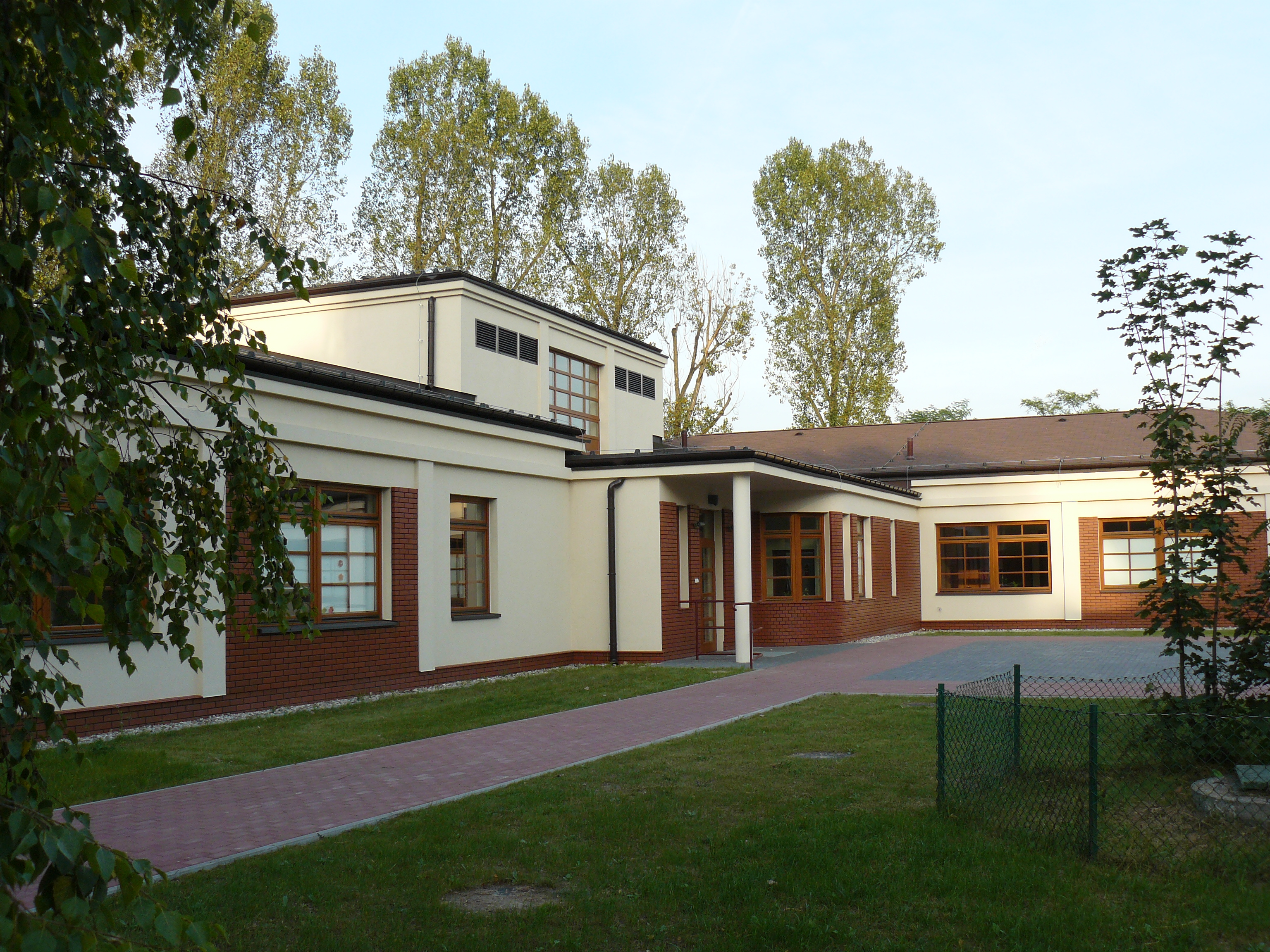
Schule im Blindenzentrum

Die Gemeinde Izabelin wurde im Januar 1995 aus dem Nordteil der Landgemeinde Stare Babice gebildet. Sie gehörte bis 1998 zum Gebiet der Woiwodschaft Warschau, das 1999 in der Woiwodschaft Masowien aufging.

### Gemeindepartnerschaften
Die Gemeinde schloss Partnerschaftsverträge mit der Gemeinde Dołni Cziflik an der bulgarischen Schwarzmeerküste, im Juni 2001 mit der Stadt Borken in Hessen, im Juni 2009 mit der Gemeinde Méru in Nordfrankreich und mit dem Städtchen und Amtsbezirk Mickūnai in der litauischen Rajongemeinde Vilnius.

## Gliederung
Zur Landgemeinde (gmina wiejska) Izabelin gehören sieben Orte mit Schulzenämtern (sołectwa).
(Stand der Daten: 3. Oktober 2019)
| Schulzenamt | Einwohner (2019) | Fläche (Hektar) | Bild                 |
| ----------- | ---------------- | --------------- | -------------------- |
| Hornówek    | 1886             | 168             | Ansicht von Hornówek |
| Izabelin B  | 1034             | 150             |                      |
| Izabelin C  | 2666             | 341             | Kirche in Izabelin   |
| Laski       | 1877             | 906             | Kirche in Laski      |
| Mościska    | 501              | 143             |                      |
| Sieraków    | 321              | 1698            |                      |
| Truskaw     | 1727             | 3095            | Ansicht von Truskaw  |

## Denkmalgeschützte Sehenswürdigkeiten
- Kapelle pw. Matki Bożej Anielskie in Laski, 1925 errichtet
- Waldfriedhof in Laski Aleksander Małachowski
- Militärfriedhof in Laski

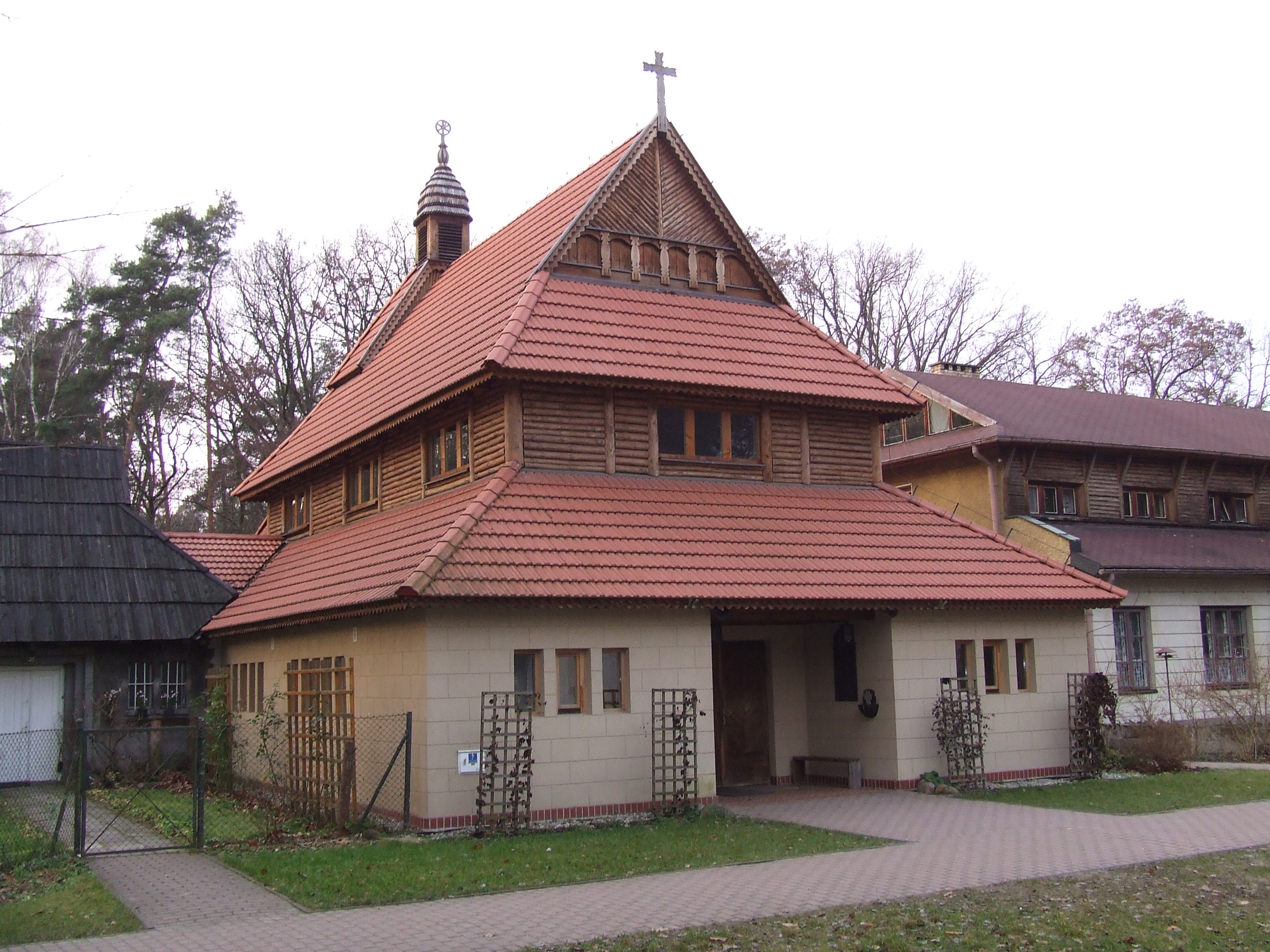
Kapelle in Laski
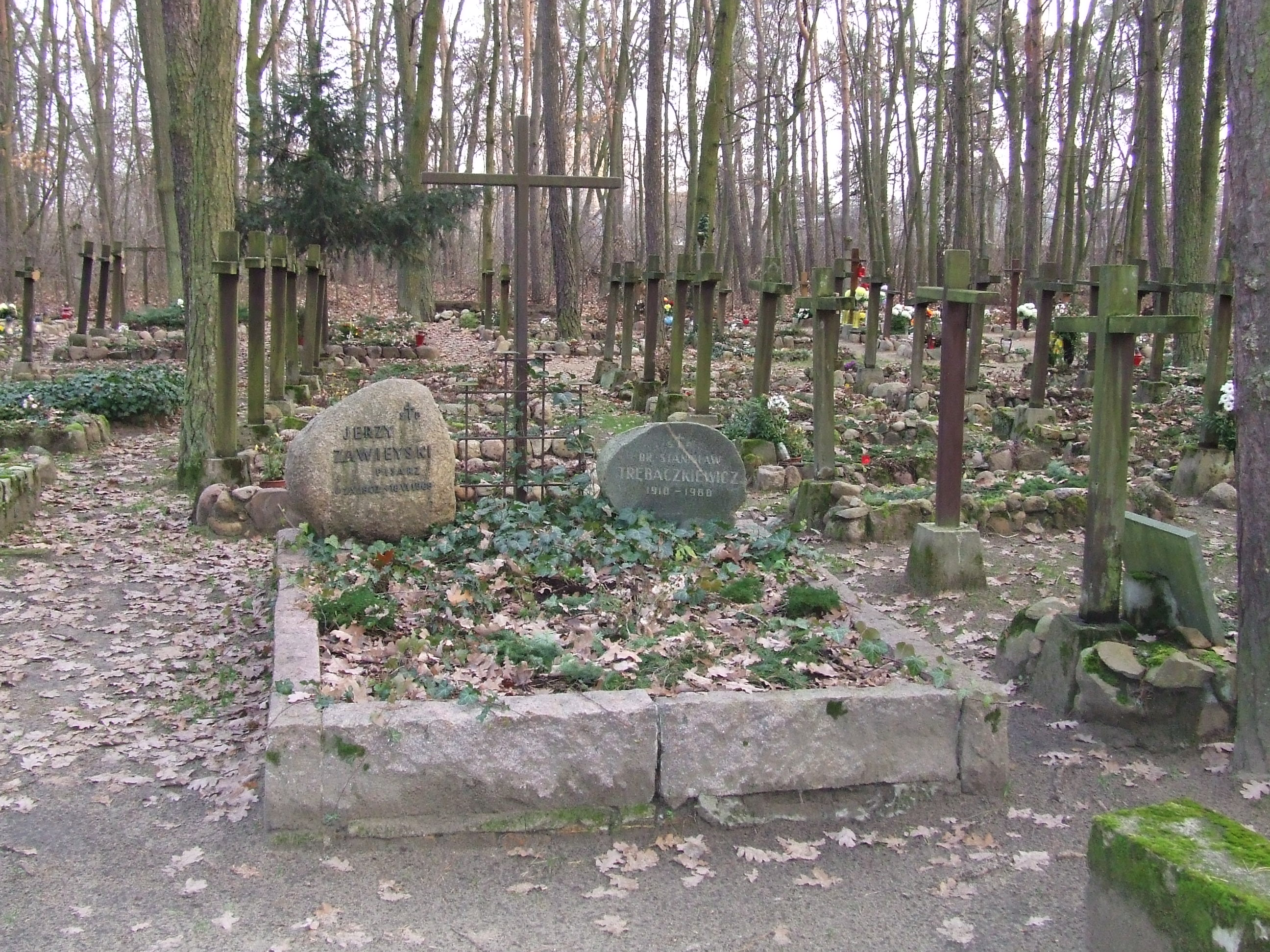
Waldfriedhof
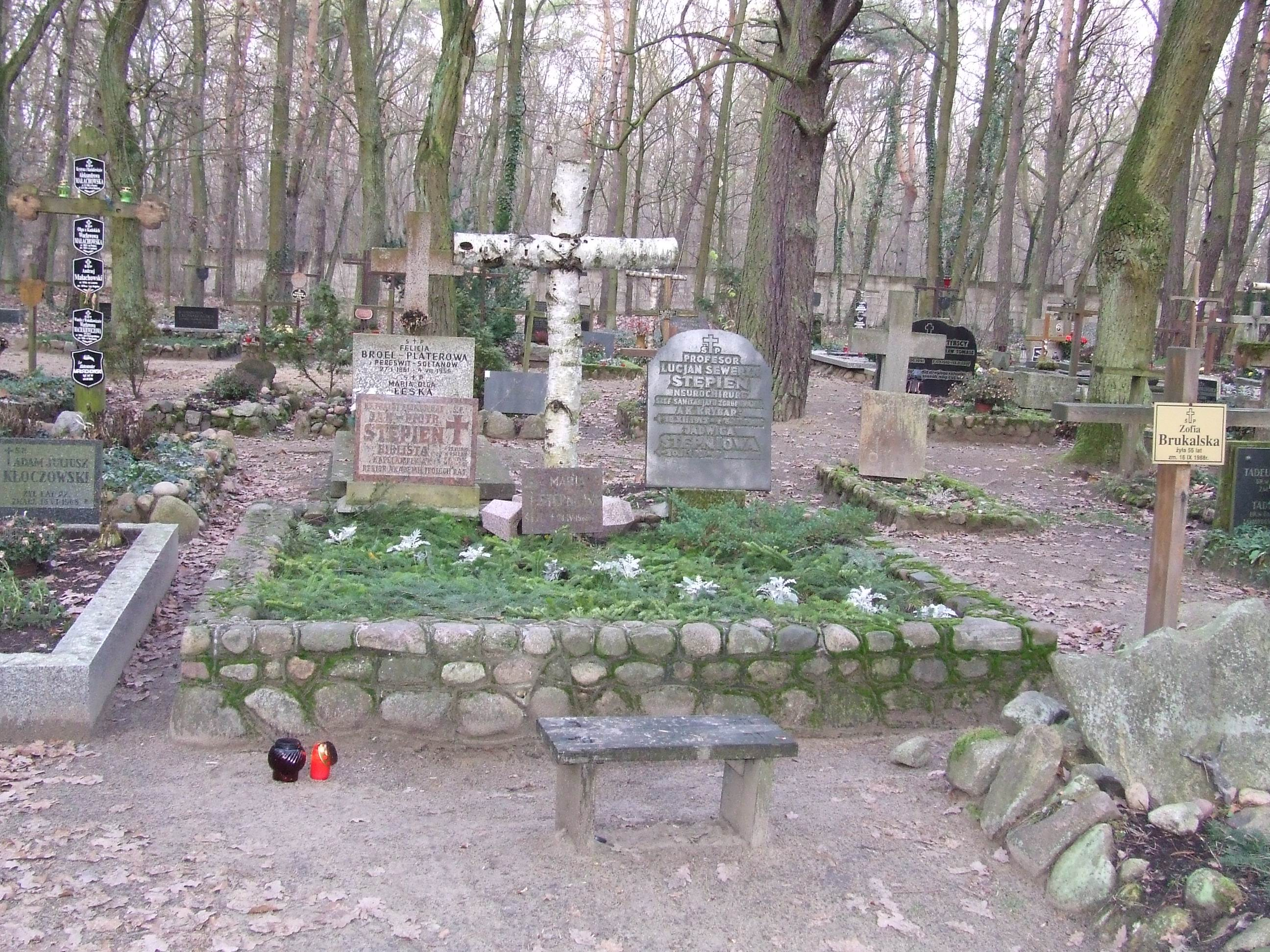
Gräber in Laski
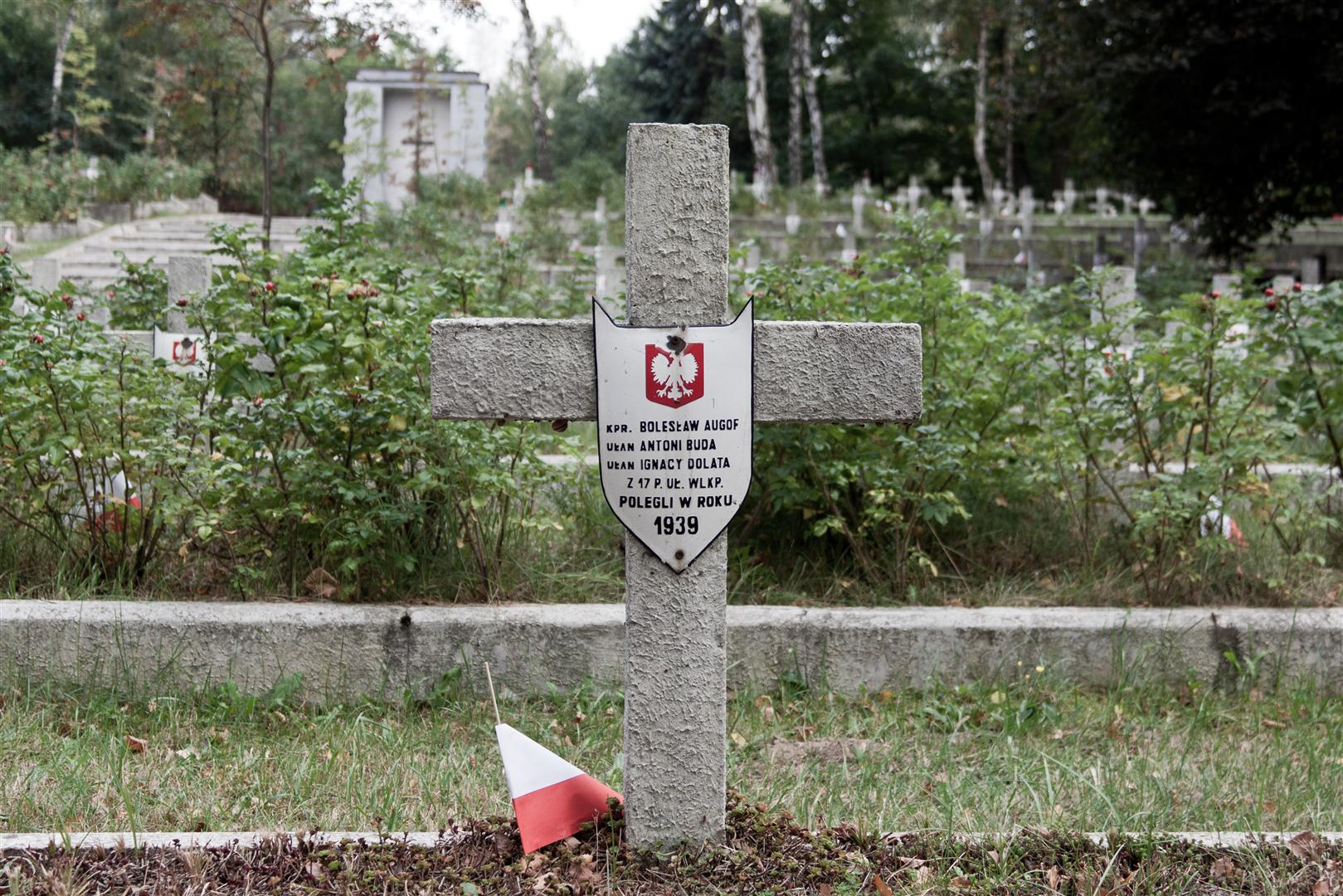
Militärfriedhof in Laski

## Natur
Der Nationalpark Kampinos und das Biosphärenreservat haben ihren Sitz in Izabelin C.

## Bildung
Das sonderpädagogische Zentrum für blinde Kinder Specjalny Ośrodek Szkolno-Wychowawczy dla Dzieci Niewidomych im. Róży Czackiej wurde 1921 gegründet. Es betreut etwa 300 Kinder.

## Verkehr
Die Woiwodschaftsstraße DW898 verbindet den Osten der Gemeinde mit der Hauptstadt Warschau. Warszawa Gdańska ist der nächste Bahnhof und der Frédéric-Chopin-Flughafen Warschau der nächste internationale Flughafen.

## Persönlichkeiten
- Róża Czacka (1876–1961), Franziskanerin im Dienst der Blindenpflege; gestorben in Laski

Begraben in Laski (Auswahl):
- Aleksander Małachowski (1924–2004), Politiker und Präsident des Roten Kreuzes in Polen
- Tadeusz Mazowiecki (1927–2013), Bürgerrechtler und Ministerpräsident (1989–1990)
- Antoni Słonimski (1895–1976), Dichter und Autor
- Jerzy Zawieyski (1902–1969), Schauspieler, Dramatiker und Politiker.